# Ян, Руби
Ру́би Ян (англ. Ruby Yang) — китайско-американский монтажёр, режиссёр, продюсер и кинооператор.

## Биография
Будучи родом из Гонконга, Ян работала над рядом художественных и документальных фильмов в качестве режиссёра и монтажёра, исследуя китайские темы. Она получила премию «Оскар» в номинации «Короткометражный документальный фильм» за фильм «Кровь района Инчжоу» (2006) и  была отмечена рядом других наград, включая «Эмми».
В 2011 году вновь была номинирована на «Оскар».
Ян переехала в Пекин в 2004 году и вернулась в Гонконг в 2013 году.